# Шилегов, Петре
Петре Шилегов (род. 12 июня 1969 в Скопье) — северомакедонский политик и юрист. Шилегов окончил юридический факультет «Юстиниан I» в 1995 году и был депутатом Собрания Северной Македония в течение двух сроков. В период с 15 октября 2017 по 31 октября 2021 был мэром города Скопье .
Во время пребывания на посту мэра Ристо Пенова Шилегов входил в правление компании «Коммунальная гигиена — Скопье». В 2005 году он входил в состав комиссии второй инстанции по рассмотрению жалоб на государственные закупки при Правительстве Республики Македония . Шилегов был назначен представителем СДСМ в июне 2013 года, а на парламентских выборах 2014 года он стал депутатом в качестве держателя списка во втором избирательном округе. Он выиграл свой второй парламентский срок на парламентских выборах 2016 года в качестве держателя списка по шестому избирательному округу.
На местных выборах в 2017 году Шилегов стал мэром Скопье в первом избирательном туре, набрав 141,164 голосов, что на 40 голосов больше, чем у его оппонента Коце Траяновского. До прихода в политику Шилегов работал в частной юридической фирме юристом в области экономического права. Он женат и является отцом двоих детей.